# Солнечная улица (Казань)
Солнечная улица (тат. Кояшлы урам, Qoyaşlı uram) — небольшая улица в историческом районе Пороховая слобода Кировского района Казани.

## География
Начинаясь от улицы Репина, пересекается с Солнечным переулком и заканчивается, не доходя до территории порохового завода. Ближайшие параллельные улицы — Серпуховская и Лазарева.

## История
Местность, занятая улицей была частично заселена ещё до революции, однако сама улица начинает упоминаться с середины 1920-х годов под своим нынешним названием. В конце 1920-х – начале 1930-х годов кварталы 16-24 слободы Восстания были отданы заводу № 40 (пороховой завод) под застройку четырёхэтажными каменными домами, однако этот план был реализован лишь в виде двух домов на Солнечной улице.
К концу 1930-х годов на улице имелись три домовладения (№№ 1/17, 2, 4), а к 1963 году количество домовладений достигло более чем десяти (№№ 1–5 по нечётной стороне и №№ 2–16 по нечётной).
Современная застройка улицы — «частный сектор» (конце улицы), многоквартирные дома (в начале улицы).
После вхождения Пороховой слободы в состав Казани улица вошла в состав слободы Восстания, административно относившейся к 6-й городской части. После введения в городе деления на административные районы входила в состав Кировского района.

## Транспорт
Общественный транспорт по улице не ходит. Ближайшая остановка общественного транспорта — «Светлая» (автобус, троллейбус) на улице Болотникова.

## Объекты
- № 1а/Солнечный переулок, 1а — баня № 6.
- № 4, 6 — жилые дома порохового завода.[18]